# Hubert Seiz
Hubert Seiz, (Arbon, Turgòvia, 23 d'agost de 1960) va ser un ciclista suís, que fou professional entre 1982 i 1989. De la seva carrera esportiva destaca un Campionat de Suïssa en ruta i una etapa al Giro d'Itàlia.

## Palmarès
- 1977
  - 1r al Tour al País de Vaud
- 1988
  -  Campió de Suïssa en escalada
- 1983
  - Vencedor d'una etapa a la Volta a Suïssa
- 1985
  - Vencedor d'una etapa al Giro d'Itàlia
- 1986
  - 1r al Giro de l'Emília
  - Vencedor d'una etapa al Gran Premi Guillem Tell
- 1988
  -  Campió de Suïssa en ruta

### Resultats al Tour de França
- 1983. Abandona (18a etapa)

### Resultats al Giro d'Itàlia
- 1984. 59è de la classificació general
- 1985. Abandona (18a etapa). Vencedor d'una etapa
- 1987. 65è de la classificació general